# Ferrocarril Astara-Rasht-Qazvín
El Ferrocarril Astara-Rasht-Qazvín es un corredor de ferrocarril dentro del territorio de Irán y en el interior del territorio de Azerbaiyán entre Astara y la frontera azerí-iraní, resultado de la asociación de Rusia, Azerbaiyán y Irán. El proyecto se realiza dentro del corredor Norte-Sur. El proyecto de vía férrea Astara-Rasht-Qazvín prevé la construcción en el territorio de Irán de una nueva línea de ferrocarril que conecte Astara de Azerbaiyán con las ciudades iraníes de Astara, Rasht y Qazvín.

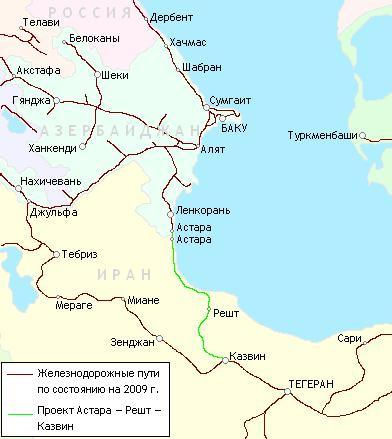
Mapa del ferrocarril Astara-Rasht-Qazvín

## Historia
El acuerdo primario sobre la construcción del enlace ferroviario crucial fue firmado por Azerbaiyán, Irán y Rusia en el año 2005. El costo del ferrocarril Rasht-Astara se estima en 900 millones de dólares estadounidences.

### Qazvín-Rasht
En 2009 la parte iraní comenzó la construcción de ferrocarril entre Rasht y Qazvín.
El 22 de noviembre de 2018 por ferrocarril Qazvín-Rasht se lanzó en funcionamiento el tren de prueba. La ceremonia de apertura de esta parte se realizó el 6 de marzo de 2019 con la participación del presidente de Irán Hasán Rohaní, el ministro de economía de Azerbaiyán Shahin Mustafayev u otros oficiales de Pakistan e Irak. 

### Rasht-Astara
La construcción del parte de Rasht-Astara de ferrocarril se prevé finalizar hasta 2021. Azerbaiyán proporcionó a Irán los servicios de crédito en condiciones concesionarias por valor de 500 millones de dólares estadounidenses para la construcción de éste parte fue dada en arriendo a Azerbaiyán por un período de 25 años. 
El 8 de febrero de 2018 el primer tren de mercancías de prueba desde Rusia llegaste a iraní Astara. En los fines del marzo de 2018 el área Astara (Irán) - Astara (Azerbaiyán) del ferrocarril fue puesto en funcionamiento y después esta área 